# Chironomus ochreatus
Chironomus  es una especie de quironómido nematócero perteneciente al género Chironomus, categorizada en la tribu Chironomini, de la subfamilia Chironominae. Fue descrita por Townes en 1945.
Este ejemplar es válido y aceptado y aparece registrado en una sección de la publicación The Nearctic species of Tendipedini [Diptera, Tendipedidae (= Chironomidae)]. The American Midland Naturalist 34: 1-206, 261 figs. de 1945 del autor Townes, H.K.J.

## Descripción
Mide aproximadamente 7-8 mm de longitud.

## Distribución
Se distribuye por América del Norte: en los Estados Unidos y Canadá.